# بيل يونغ (لاعب هوكي جليد)
بيل يونغ هو لاعب هوكي جليد كندي، ولد في 5 يوليو 1947.

## وصلات خارجية
- بيل يونغ على موقع EliteProspects.com (الإنجليزية)
- بيل يونغ على موقع HockeyDB.com (الإنجليزية)
- بيل يونغ على موقع Hockey-Reference.com (الإنجليزية)